# Desa Sumbergondo (administrativ by i Indonesien, lat -8,29, long 114,09)
Desa Sumbergondo är en administrativ by i Indonesien.   Den ligger i provinsen Jawa Timur, i den sydvästra delen av landet, 800 km öster om huvudstaden Jakarta.